# Antagonisme social
Pour les articles homonymes, voir Antagonisme.
Un antagonisme social est un phénomène social qui voit s'opposer des acteurs sociaux entre eux. Il peut s'agir d'un antagonisme entre des classes sociales, ou entre des strates sociales, des groupes sociaux ou encore des individus. L'opposition peut être due, notamment, à des intérêts divergents, lorsque l'intérêt des uns est en contradiction avec celui des autres. 

## Concept

### Antagonisme social et exploitation sociale
Plusieurs penseurs, dont notamment Karl Marx, conceptualisent un antagonisme entre des classes sociales. Bien que leur nombre et leur nature change selon les écrits, Marx distingue avant tout deux catégories de la population, la bourgeoisie et le prolétariat, qu'il considère comme étant les deux classes antagonistes. Leur antagonisme est considéré comme étant le moteur de l'histoire dans la philosophie de l'histoire de Marx. Les marxistes considèrent que toutes les sociétés, organisées selon un mode de production, créent un antagonisme social. Dès lors que le travailleur est aliéné, c'est-à-dire qu'il gagne moins que ce qu'il produit (du fait de l'accaparement de la plus-value par le bourgeois), il y a un antagonisme.
Le marxisme n'est toutefois pas la première école de pensée à avoir mis en avant l'existence d'antagonismes sociaux liés à l'exploitation ou à l'inégale répartition des richesses. Le thème est déjà abordé par Pierre-Joseph Proudhon, ou encore Auguste Blanqui. Jean Jaurès aborde le sujet frontalement lors de débats parlementaires dans les années 1890. Il estime qu'« il y a un antagonisme et antagonisme croissant, dans l'ordre industriel, entre le grand patronat et les salariés ».

### Antagonisme social et définition du«nous»
L'antagonisme social peut trouver son origine dans un processus identitaire visant à opposer à soi l'autre afin de se définir. Les antagonismes sociaux répondraient donc au besoin des populations de se distinguer des autres, c'est-à-dire de créer un « eux » pour se sentir appartenant à un « nous ». L'antagonisme social entre la bourgeoisie et la noblesse dans la France des années qui précèdent la Révolution française aurait permis à la bourgeoisie de prendre conscience d'elle-même en tant que classe.

### Antagonisme social et rejet de l'antagonisme
L'idée d'un antagonisme social a fait l'objet de critiques, ou de négations, par divers régimes politiques. Ainsi, certains régimes fascistes ont nié l'existence d'un antagonisme social entre les détenteurs du capital et les détenteurs du travail afin de fonder une harmonie sociale basée sur l'appartenance à un groupe ethnique ou racial.

### Antagonisme social et espace public
Plusieurs penseurs, comme Jürgen Habermas, ont écrit au sujet du concept d'espace public, qu'il soit local ou mondial. On trouve ainsi chez Habermas, ainsi que chez Oskar Negt, une réflexion sur la manière dont l'antagonisme social se concrétise dans un milieu urbain par l'opposition entre les espaces publics bourgeois et les espaces publics prolétariens.

## Histoire
Le XIXe siècle voit, en Europe de l'Ouest, le renforcement des peuples et leur affirmation en tant qu'acteurs politiques. Adolphe Clémence, figure importante de la Commune de Paris, publie en 1871 un ouvrage intitulé De l'antagonisme social. Ses causes et ses effets. 
Frédéric Le Play écrit dans ses notes un chapitre intitulé « Sur l'antagonisme social qui se développe en Savoie, comme en plusieurs autres contrées de l'Occident », où il affirme que « le développement de l'antagonisme social est l'un des symptômes les plus inquiétants qui se manifestent de nos jours chez les sociétés établies à l'ouest du continent européen ». Il remarque que pour beaucoup d'auteurs, la paupérisation des classes les plus pauvres peut conduire au ressentiment, et donc à un antagonisme social. Il nuance toutefois ce propos en remarquant que les classes moyennes peuvent aussi être mues par un antagonisme social.